# Hängebrücke Val da Tersnaus

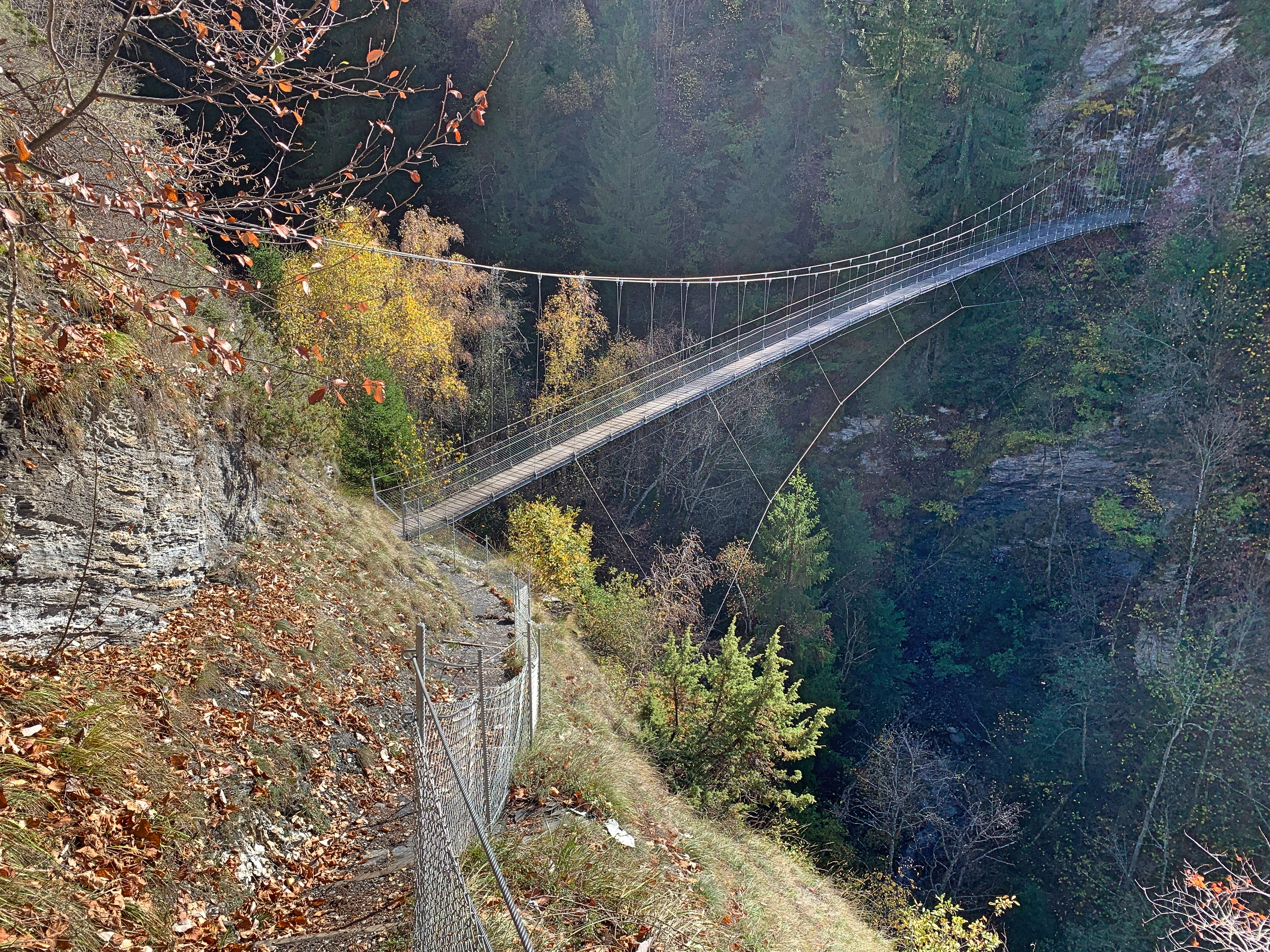
Die Hängebrücke über das Val da Tersnaus, aufgenommen von der Seite Camuns

Die Fussgänger-Hängebrücke über das Val da Tersnaus verbindet die Dörfer Tersnaus und Camuns im Schweizer Kanton Graubünden.

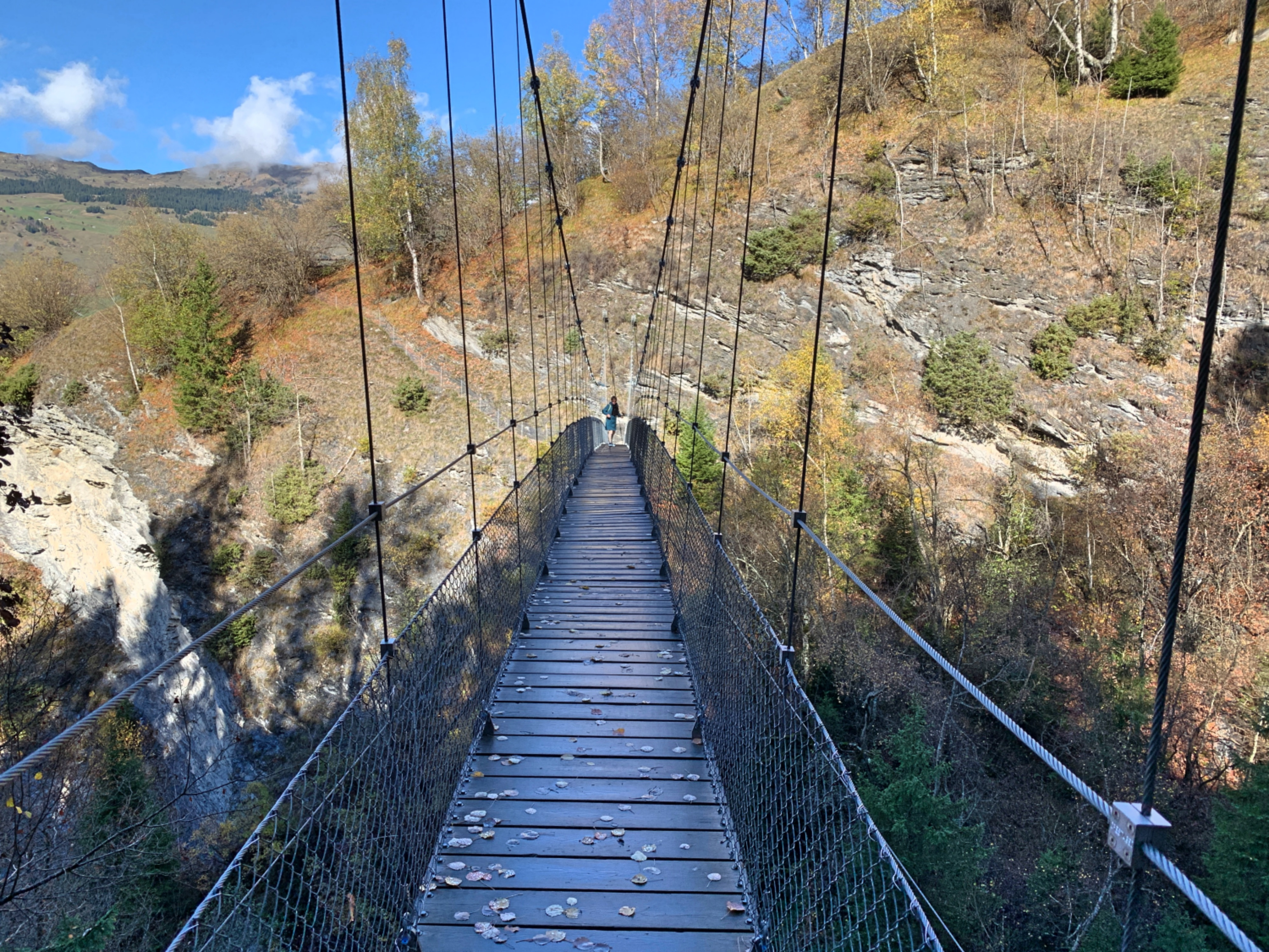
Die Brücke, Aufnahme von der Seite Tersnaus. Sie wölbt sich zur Mitte hin leicht nach oben

Die Hängebrücke über das Val da Tersnaus in der Bündner Talschaft Val Lumnezia ist 66 Meter lang. Sie überquert den Tersnausbach, den untersten Zufluss des Valser Rheins, in einer Höhe von 34 Metern. Sie kommt ohne Pylonen aus und ist an beiden Enden direkt im Fels verankert.
Die Fussgängern vorbehaltene Brücke wurde 2017 eröffnet. Sie ist Teil des Wanderweges zwischen den Dörfern Tersnaus und Camuns, zuvor mussten Fussgänger in die Schlucht ab- und auf der anderen Seite wieder aufsteigen.